# Muralto
Muralto (in dialetto ticinese Müralt) è un comune svizzero di 2 682 abitanti del Canton Ticino, nel distretto di Locarno.

## Geografia fisica
Muralto si affaccia sul Lago Maggiore.

## Storia
Il centro ha origini romane, testimoniate dai ruderi di un vicus e da alcune necropoli (la più ampia fu rinvenuta nel 1880 durante la costruzione di Villa Liverpool): durante il periodo romano era il centro di riferimento del Locarnese.
Più ridotte le testimonianze del periodo medievale, del quale pure restano le rovine di un castello edificato dalla famiglia Muralto, i cui portali sono stati successivamente coperti da altri edifici.
L'autonomia del comune risale al 1881, quando si scisse da quello di Orselina; nel corso del XX secolo l'area urbana si è estesa fino a raggiungere i confini di Locarno.

## Monumenti e luoghi d'interesse

### Architetture religiose

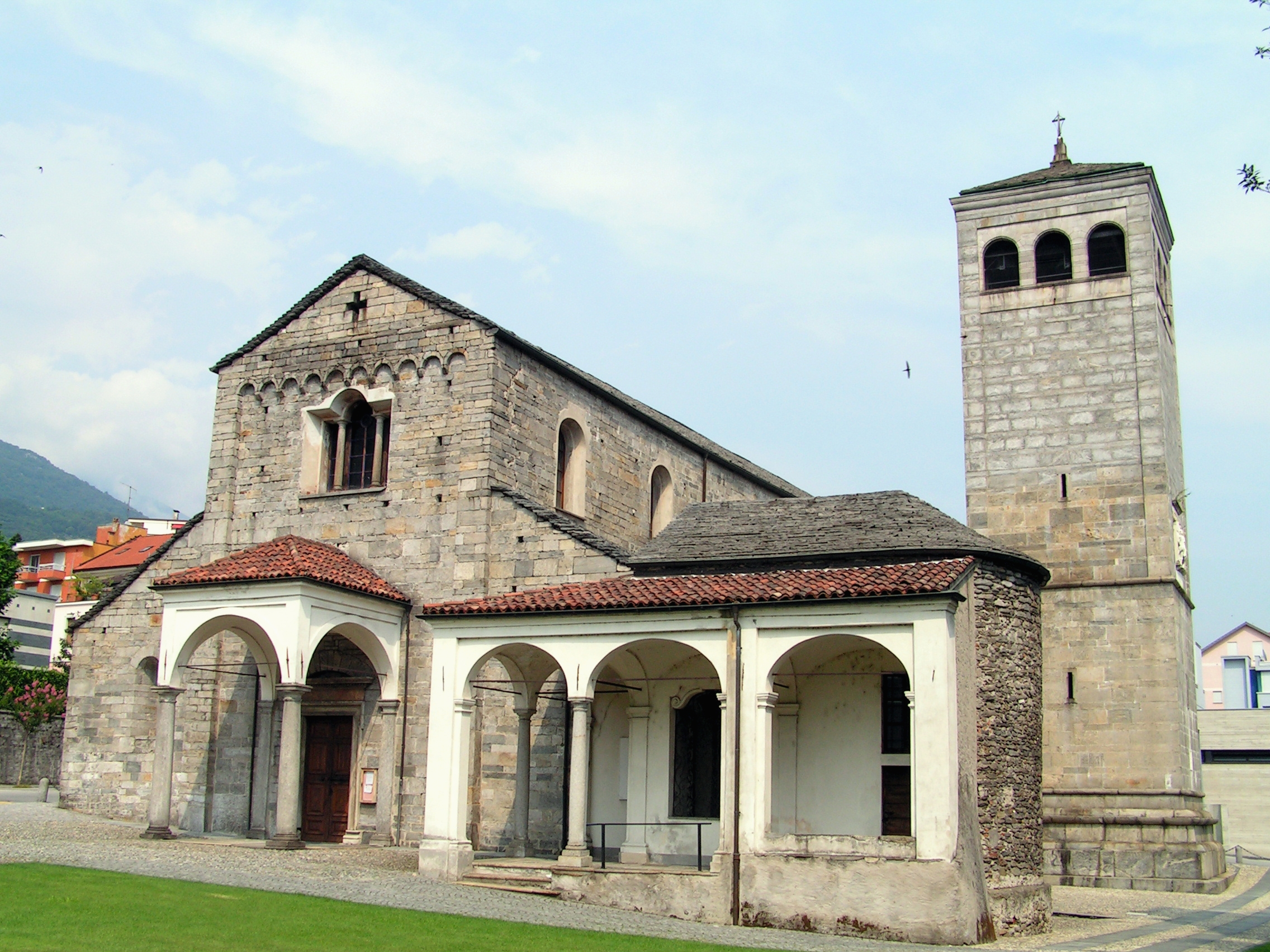
La collegiata di San Vittore

- Collegiata di San Vittore, romanica, attestata dal 1061[3] e costruita nel 1090-1100 in sostituzione della precedente pieve del V-VI secolo[1];
- Chiesa di Santa Maria Annunciata;
- Cappella di San Giuseppe, del XVII secolo,[4] subì pesanti trasformazioni nel 1879; contiene la Statua del santo, anch'essa del 1879, e la statua seicentesca dell'Immacolata Concezione in legno policromo, che si trova in una nicchia della facciata dell'edificio di servizio a ridosso della chiesa[senza fonte];
- Cappella della Visitazione[senza fonte];
- Chiesa evangelica, opera neoromanica attribuita a Ferdinando Bernasconi senior, che ricevette i consigli di Paul Reber; risale al 1898 ma[senza fonte] fu inaugurata nel 1901[1] e nel 1924 fu modificata da Ferdinando Fischer, che nello stesso anno edificò la casa pastorale. A pianta rettangolare, la chiesa è dotata di una facciata cuspidata e di un campanile[senza fonte];
- Tre cappelle votive[senza fonte];
- Cimitero, realizzato nel 1885 su progetto di Luigi Forni. All'interno, la cappella di Bartolomeo Toroni, in stile neogotico (1905 circa), la tomba di Rolf Mariani, con una scultura realizzata intorno al 1925 da E. Astorri, e la cappella mortuaria (1885-1886)[senza fonte].

### Architetture civili

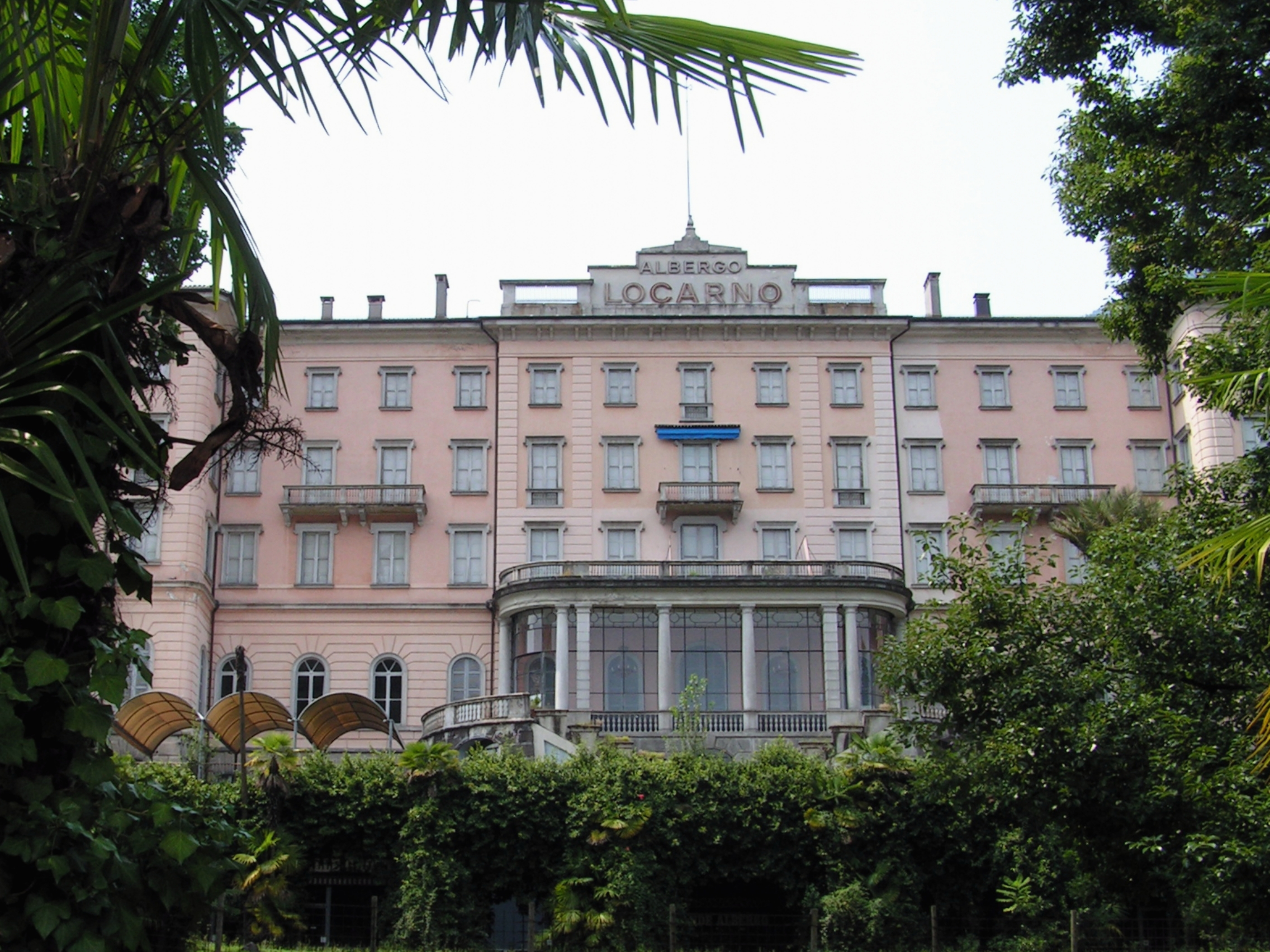
Il Grand Hôtel

- Grand Hôtel Locarno, progettato da Francesco Galli nel 1866[5] e costruito fra il 1874 e il 1876[1] su commissione della Società del Grande Albergo[senza fonte]. La struttura, dotata di una dépendance di rilievo architettonico, ospitò i politici che firmarono il Patto di Locarno.[6][7] L'hotel, circondato da un grande parco, è dotato di pianta rettangolare. La facciata, che dà sul parco, è dotata di avancorpi laterali e di una veranda a forma semi-ellittica. Negli interni merita un cenno il salone d'onore, le cui volte a calotta sono decorate da affreschi;
- Ex dépendance del[senza fonte] Park Hôtel, risalente al 1894[1], è l'ultima traccia dell'albergo rimasta: degni di nota la facciata e la parte orientale, con una veranda, oggi palazzo residenziale[senza fonte];
- Hotel Muralto, progettato da Paolo Mariotta nel 1964[senza fonte];
- Ex Scuderia della Birreria Nazionale, risalente al 1905 quando fu progettata da Ferdinando Bernasconi senior. L'edificio, dotato di una facciata con una torretta centrale, fu commissionato da Efrem Beretta[senza fonte];
- Villa Liverpool, costruita in stile neoclassico nel 1857,[8] dotata di un portico colonnato e circondato da un parco a sua volta racchiuso in un muro di cinta. Nel parco sono degni di nota il tempietto, la fontana, il lavatoio e la serra[senza fonte];
- Villa Carmen, in stile orientaleggiante perché commissionata a Eugenio Cavadini dal politico cinese Lou Tseng Tsiang. La struttura, dotata di una torretta con tetto a pagoda e decorazioni in stucco, fu costruita fra il 1900 e il 1905[senza fonte];
- Villa Pauliska, risalente agli anni 1900-1910, è in stile eclettico. Dotata di una torretta belvedere e di un ampio giardino[senza fonte];
- Villa Bellavista, in stile che evoca i modelli classici, risale al 1900. La facciata è dominata da un frontone triangolare[senza fonte];
- Villa Rose Marie, risalente al 1916, fu commissionata da F. Aeschbach e realizzata in Heimatstil da Ferdinando Ficher[senza fonte];
- Villa Moretti, risalente al 1920 e dotata di belvedere, fu progettata da Enea Tallone[senza fonte];
- Villa Rovana, costruita nel 1911 in stile a tratti neorinascimentale, fu progettata da Olinto Tognola e commissionata da Attilio Zanolini[senza fonte];
- Villa Farinelli, risalente al 1896, fu progettata da Paolo Zanini su commissione di Giuseppe Farinelli. L'edificio, che si trova in via Sempione, è dotato di una torretta ed è stata decorata da alcuni artigiani milanesi[senza fonte];
- Villa eclettica risalente agli anni 1880-1890, con un ampio giardino e il corpo dotato di balconi, terrazze e una veranda[senza fonte];
- Villa eclettica in via del Sole, progettata da Alessandro Ghezzi. Dotata di una torretta, fu commissionata da Leone Cattori[senza fonte];
- Palazzo eclettico del 1900[senza fonte];
- Ville in via Orselina dotate di muri di cinta in pietra a protezione dei giardini[senza fonte];
- Casa Emilia nel vicolo al Ponte Vecchio. Sulla facciata graffiti e affreschi settecenteschi successivamente ritoccati[senza fonte];
- Casa dotata di un affresco ospitato da una nicchia sul prospetto ovest[senza fonte];
- Casa che ospita in facciata un affresco che rappresenta il Crocifisso e le sante Caterina e Maria Maddalena[senza fonte];

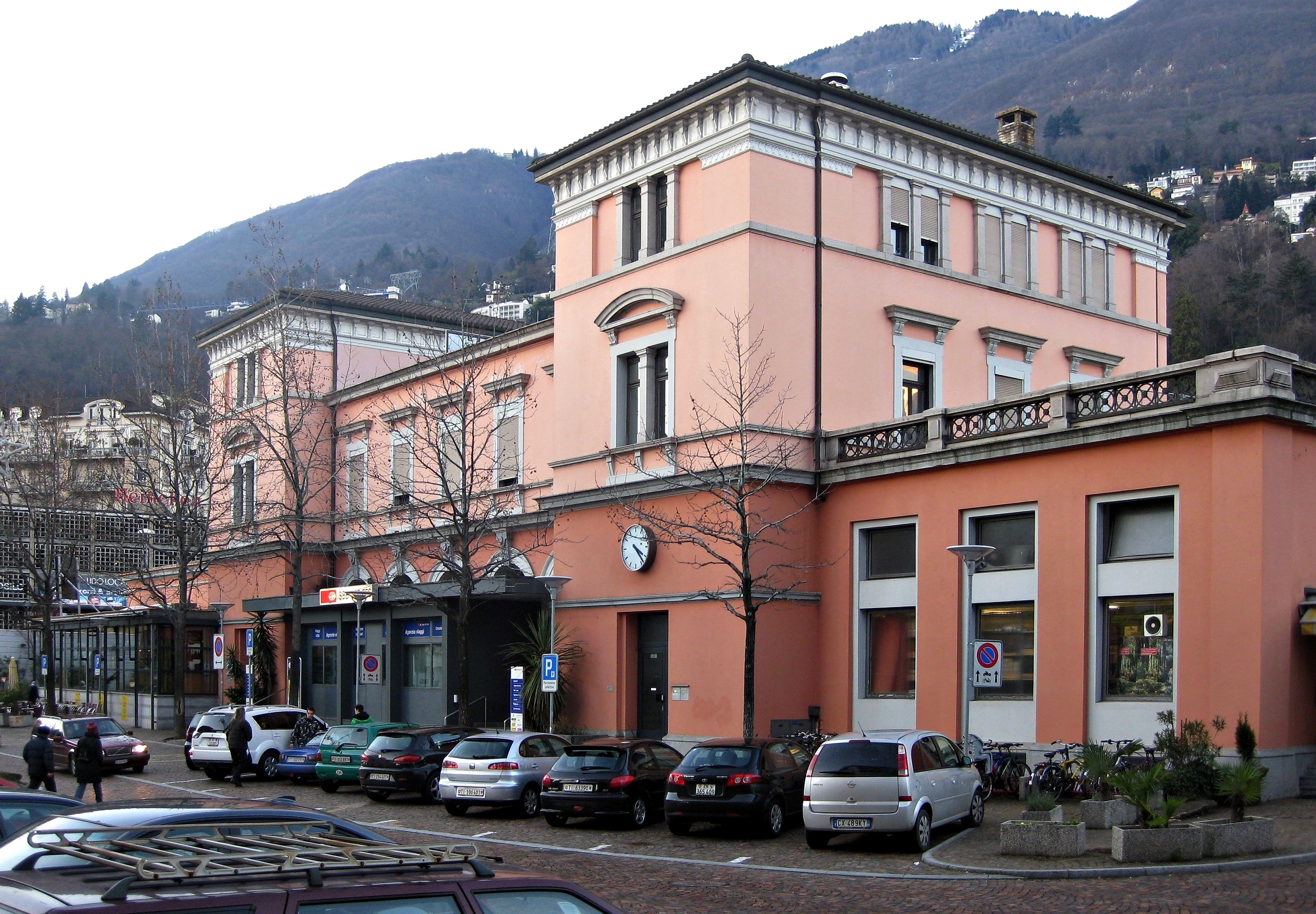
La stazione di Locarno, così chiamata benché sia situata su territorio muraltese.

- Stazione di Locarno delle Ferrovie Federali Svizzere, risalente al 1874[1] quando fu realizzata in stile neorinascimentale da Adolf Göller per la Gotthardbahn. L'edificio, sovrastato da un tetto a terrazza, ha un corpo centrale, due avancorpi laterali rialzati e ali di un piano[senza fonte];
- Portici ad arco in via della stazione, progettati da Eugenio e Agostino Cavadini negli anni 1930[senza fonte];
- Clinica Sant'Agnese, costruita fra il 1935 e il 1936 in stile funzionalista in via Balli. Il progetto è di Bruno Brunoni[senza fonte];
- Piscina della Residenza al Parco, che ospita un mosaico realizzato nel 2002 da Pedro Pedrazzini[senza fonte];
- Sul lungolago Giuseppe Motta si trova una scultura di Fiorenzo Abbondio che ritrae il politico svizzero Giuseppe Cattori.[9] La statua bronzea, risalente al 1939, ritrae il politico durante un discorso. Sullo zoccolo in granito si trovano alcuni bassorilievi che ritraggono Mario Martinoni e alcuni notabili del partito che ascoltano Cattori[senza fonte].

## Società

### Evoluzione demografica
L'evoluzione demografica è riportata nella seguente tabella:
Abitanti censiti

## Amministrazione
Ogni famiglia originaria del luogo fa parte del cosiddetto comune patriziale e ha la responsabilità della manutenzione di ogni bene ricadente all'interno dei confini del comune. L'ufficio patriziale è presieduto nel periodo 2017-2021 da Pietro Mariotta.